# Suomen Neito
Suomen Neito est un concours de beauté féminine finlandais. Toutefois, le concours de beauté féminine le plus prestigieux en Finlande est Miss Finlande (ou Miss Suomi en finnois).
De 1962 à 1991, la jeune femme élue Suomen Neito participe également au concours Miss Finlande.

## Les lauréates
| Année | Suomen Neito         | Notes                            |
| ----- | -------------------- | -------------------------------- |
| 1952  | Armi Kuusela         | élue Miss Univers 1952           |
| 1953  | Teija Sopanen (fi)   |                                  |
| 1954  | Lenita Airisto (fi)  |                                  |
| 1955  | Sirkku Talja (fi)    |                                  |
| 1962  | Aulikki Järvinen     | 2e dauphine de Miss Univers 1962 |
| 1963  | Nadine Gustafsson    |                                  |
| 1986  | Satu-Riitta Alaharja |                                  |
| 1990  | Nina Björkfelt       |                                  |
| 1991  | Nina Autio (fi)      |                                  |
| 1992  | Petra von Hellens    |                                  |
| 1993  | Janina Frostell (fi) |                                  |
| 1994  | Mia Forsell          |                                  |
| 1995  | Terhi Koivisto       |                                  |
| 1996  | Hanna Hirvonen       |                                  |
| 1997  | Minna Lehtinen       |                                  |
| 1998  | Maaret Nousiainen    |                                  |
| 1999  | Maria Laamanen       |                                  |
| 2000  | Salima Peippo        |                                  |
| 2001  | Jenni Hietanen       |                                  |
| 2002  | Hanne Hynynen        |                                  |
| 2003  | Johanna Hynninen     |                                  |
| 2004  | Niina Tikanmäki      |                                  |
| 2005  | Saana Anttila (fi)   |                                  |
| 2006  | Jenniina Tuokko (fi) |                                  |
| 2007  | Essi Hellstén (fi)   |                                  |